# Michael Weinrich (Theologe)
Michael Weinrich (* 13. Januar 1950 in Gadderbaum bei Bielefeld) ist ein deutscher reformierter Theologe.

## Leben
Nach dem Studium der evangelischen Theologie an der Kirchlichen Hochschule Bethel sowie den Universitäten Mainz und Göttingen (hier auch Studium der Philosophie und der Pädagogik) und einer Tätigkeit als Assistent an der Universität-Gesamthochschule Paderborn wurde Weinrich 1978 in Göttingen zum Dr. theol. promoviert. Als Akademischer Rat an der Universität-Gesamthochschule Siegen 1979–1982 konnte er sich für Systematische Theologie habilitieren. 1982 wurde er Professor an der Universität-Gesamthochschule Paderborn und wechselte 1996 auf den Lehrstuhl für Systematische Evangelische Theologie an der Freien Universität Berlin. Zusammen mit John Burgess wirkte er 2004 für ein Semester als Gastprofessor am Pittsburgh Theological Seminary (Pittsburgh, PA). 2004 erhielt er die Ehrendoktorwürde der Theologischen Universität Debrecen in Ungarn. Seit 2005 war er Professor für Systematische Theologie an der Ruhr-Universität Bochum und Direktor des Ökumenischen Instituts der Evangelisch-Theologischen Fakultät. Im Frühjahr 2009 nahm er für ein Semester eine Gastprofessur an der Theologischen Fakultät der Waldeneserkirche in Rom wahr. Als Repräsentant der Weltgemeinschaft Reformierter Kirchen nahm er im Oktober 2012 an der 13. Bischofssynode der römisch-katholischen Kirche in Rom als „Fraternal Delegate“ teil. Zum August 2015 wurde er emeritiert und nimmt jetzt ehrenamtlich weiterhin verschiedene Funktionen wahr.
Forschungsschwerpunkte sind: Idealismusrezeption in der Theologie, Personalismus (insbesondere Martin Buber), Johannes Calvin und Karl Barth, Anpassungsprobleme der Theologie an die Neuzeit, jüdisch-christlicher Dialog, der Religionsdiskurs, Theologie der Religionen, reformatorische Ekklesiologie und Ökumene. Gemeinsam mit Friedrich-Wilhelm Marquardt und Dieter Schellong gab er zwischen 1983 und 1990 die Buchreihe Einwürfe heraus, mit Jürgen Ebach, Magdalene L. Frettlöh und Hans-Martin Gutmann ab 2001 die Buchreihe Jabboq. Seit 2014 betreut er zusammen mit Marco Hofheinz und Georg Plasger die Reihe Forschungen zur Reformierten Theologie.
Weinrich ist u. a. Mitglied der AG Juden und Christen beim Deutschen Evangelischen Kirchentag, des Moderamens des Reformierten Bundes, des Deutschen Ökumenischen Studienausschusses (DÖSTA) der Arbeitsgemeinschaft Christlicher Kirchen in Deutschland (ACK), der Meißen-Kommission der Evangelischen Kirche in Deutschland und der Church of England sowie des „Global Theological Network“ der Weltgemeinschaft Reformierter Kirchen (WGRK). Er war seit 2012 Mitglied des Rates der Gemeinschaft Evangelischer Kirchen in Europa (GEKE) (von 2015 bis 2018 einer der Präsidenten im dreiköpfigen Präsidium) und diverser ökumenischer Dialoge auf europäischer Ebene und auf Weltebene.

## Veröffentlichungen (Auswahl)
Monographien
- Der Wirklichkeit begegnen... Studien zu Buber, Grisebach, Gogarten, Bonhoeffer und Hirsch. Neukirchen-Vluyn 1980 (zugleich Dissertation).
- Christliche Religion in einer 'mündig gewordenen Welt'. Theologische Überlegungen zu einer Anfrage Dietrich Bonhoeffers in weiterführender Absicht. Aachen 1982.
- (gem. mit Peter Eicher) Der gute Widerspruch. Das unbegriffene Zeugnis von Karl Barth. Neukirchen-Vluyn/Düsseldorf 1986.
- Grenzgänger. Martin Bubers Anstöße zum Weitergehen (Abhandlungen zum christlich-jüdischen Dialog 17). München 1987.
- Ökumene am Ende? Plädoyer für einen neuen Realismus. Neukirchen-Vluyn 1995.
- Kirche glauben. Evangelische Annäherungen an eine ökumenische Ekklesiologie. Wuppertal 1998.
- Theologie und Biographie. Zum Verhältnis von Lehre und Leben. Wuppertal 1999.
- Johannes Calvin und die Einheit der Kirche. Deutsch-koreanische Ausgabe, hg. von Cho Yong Seuck. Seoul 2009.
- Die Reformation und die Ökumene heute. Beiträge zur Ökumene, ausgewählt und übersetzt von Cho Yong Seuck. Seoul 2010 (auf Koreanisch).
- Religion und Religionskritik. Ein Arbeitsbuch. Göttingen 2011, 2. Aufl. 2012.
- Die bescheidene Kompromisslosigkeit der Theologie Karl Barths. Bleibende Impulse zur Erneuerung der Theologie. Göttingen 2013.
- Karl Barth. Leben – Werk – Wirkung. Göttingen 2019 (2., durchgesehene u. erw. Auflage 2024).
- Die eine heilige christliche und apostolische Kirche. Berufung und Sendung der Gemeinde. Ekklesiologie in reformatorischer Perspektive, Bd. I. Göttingen 2023.
- Ökumenische Existenz heute. Auf dem Weg zu einer lebendigen Gemeinschaft. Ekklesiologie in reformatorischer Perspektive, Bd. II. Göttingen 2025.

Herausgeberschaften
- (gem. mit Hans-Georg Geyer, Johann Michael Schmidt, Werner Schneider) „Wenn nicht jetzt, wann dann?“ Aufsätze für Hans-Joachim Kraus zum 65. Geburtstag. Neukirchen-Vluyn 1983.
- Religionskritik in der Neuzeit. Philosophische, soziologische und psychologische Texte. Gütersloh 1985.
- Theologiekritik in der Neuzeit. Theologische Texte aus dem 18. bis 20. Jahrhundert. Gütersloh 1988.
- (gem. mit Eberhard Mechels) Die Kirche im Wort. Arbeitsbuch zur Ekklesiologie. Neukirchen-Vluyn 1992.
- (gem. mit Jörg Mertin, Dietrich Neuhaus) „Mit unsrer Macht ist nichts getan...“ Festschrift für Dieter Schellong zum 65. Geburtstag (= Arnoldshainer Texte 80). Frankfurt am Main 1993.
- „Auf dem Pfad der Gerechtigkeit ist Leben...“ Die 'andere' Gerechtigkeit. Biblisch-theologische, systematisch-theologische und reformatorische Akzente (= Reformierte Akzente 1), Bovenden 1996.
- (gem. mit Susanne Hennecke) „Abirren“. Niederländische und deutsche Beiträge von und für Friedrich-Wilhelm Marquardt, Knesebeck 1998.
- (gem. mit Christine Lienemann-Perrin, Hendrik M. Vroom) Reformed and Ecumenical. On Being Reformed in Ecumenical Encounters (= Currents of Encounter 15). Amsterdam/New York 2000.
- Einheit bekennen. Auf der Suche nach ökumenischer Verbindlichkeit. Wuppertal 2002.
- (gem. mit Rainer Kampling) Dabru emet – Redet Wahrheit. Eine jüdische Herausforderung zum Dialog mit den Christen. Gütersloh 2003.
- (gem. Christine Lienemann-Perrin, Hendrik M. Vroom) Contextuality in Reformed Europe. The Mission of the Church in the Transformation of European Culture (= Currents of Encounter 23). Amsterdam/New York 2004.
- Friedrich-Wilhelm Marquardt: Lasset uns mit Jesus ziehen. Dahlemer Predigten und Texte über die Wege Jesu. 1956-2001. O.O. 2004.
- (gem. mit John Burgess) What is Justification about? Reformed Contributions to an Ecumenical Theme. Grand Rapids et al. 2009.
- (gem. mit Ulrich Möller) Calvin heute. Impulse der reformierten Theologie für die Zukunft der Kirche. Neukirchen-Vluyn 2009, 2. Aufl. 2010; engl. Übersetzung hg. gem. mit Michael Welker, Ulrich Möller: Calvin Today. Reformed Theology and the Future of the Church. London/New York 2011.
- (gem. mit Ulrich Möller, Vicco von Bülow, Heike Koch) Kirchen in Gemeinschaft – Kirchengemeinschaft? Impulse der Leuenberger Konkordie für die ökumenische Zukunft. Neukirchen-Vluyn 2014.